# Пекельна корова
Бессі (англ. Bessie), більш відома як Пекельна корова (англ. Hellcow) — вигаданий персонаж з коміксів американського видавництва Marvel Comics. Являє собою корову-вампіра і з'являється в комічних історіях за участю Говарда-Качки або Дедпула. Авторами є письменник Стів Гербер та художник Френк Брюннер. Її дебют відбувся у Giant-Size Man-Thing #5 1975 року випуску.

## Історія публікацій
Бессі вперше з'явилася на сторінках коміксу Giant-Size Man-Thing #5 у серпні 1975. Над випуском працювали Стів Гербер як письменник, художник Френк Брюннер і художник-колорист Том Палмер. Ця ж історія була перевидана на бонусних сторінках Silver Surfer vs. Dracula (лютий 1994). Персонаж знову з'явився у Deadpool Team-Up #885 за квітень 2011 року, написаний Ріком Спірсом, намальований Філліпом Бондом і кольоризований Деніелем Брауном.

## Вигадана біографія
Близько 1675 року Бессі, одомашнена корова, живе на швейцарській фермі і згодом стає здобиччю графа Дракули, що не може знайти людську здобич. Здавалося б, Бессі помирає, а засмучений Ганс, власник господарства, ховає померлу. Проте, невідомо для нього, корова стає нежиттєвим монстром, відомим як Пекельна корова і через три ночі встає з могили, аби знайти Дракулу і помститися йому.
У теперішній час Говард-Качка розслідує таємничу смерть чотирьох фермерів у Клівленді, штат Огайо. Спочатку він приходить до висновку, що винуватцем убивств є курка. Продовжуючи розслідування вранці Говард маскується під людину. Тоді його помічає Пекельна корова і кидається на нього. У результаті сутички качка перемагає, забиваючи кіл їй у серце.
Однак Пекельна корова не загинула, її голова ще вціліла. Труп був знайдений божевільним науковцем доктором Кілґором, що відродив Бессі. Він отримує «вампірине молоко» від полоненої корови, яке, на його думку, може бути використане для власного лікування туберкульозу та навіть досягнення безсмертя. Експеримент не спрацьовує, тому Кілґор викрадає Дедпула і вилучає його гіпофіз. Кілґор з'їдає його, щоб отримати здібність регенерувати, як Дедпул.
Проте молоко Пекельної корови взаємодіє з гіпофізом у тілі вченого і ще більше зводить його з розуму. Корова тимчасово перетворює найманця на вампіра і разом вони долають Кілґора. Далі вони вибираються з помешкання винахідника, але Бессі згорає від сонячних променів. Дедпул повертається до попередньої панелі коміксу та після кількох спроб рятує товаришку від смерті.
Корова-вампір з'явилася в Spider-Man/Deadpool як член Deadpool Inc. — групи дивних персонажів, зібраних Дедпулом для крадіжки та продажу покинутої технології з гелікеріеру Щ.И.Т. Звідти Бессі вкрала частини робота, що якимось чином дозволили їй ходити прямо, мати людську статуру (крім голови) і можливість розмовляти. Таємно вона працювала на Хамелеона (який хотів створити армію ЖМЛ, роботів-двійників) з ціллю шпигувати за Дедпулом і Людиною-павуком. Згодом Пекельна корова розкрила свої зрадницькі наміри і зазнала поразки від рук об'єднаних героїв.

## Сили та здібності
Перш ніж стати вампіром, Бессі давала більше молока, ніж середньостатистична корова, за що її і любив власник ферми. Як Пекельна корова вона володіє характеристиками, аналогічними Дракулі, як-от здатність висмоктувати кров у людей і безсмертя. Вона може перетворюватися на напівкажана, що дозволяє їй літати, а також зникати, залишаючи за собою клубок диму. Бессі володіє надкоров'ячою силою і спритністю.

## Поза коміксами

### Відеоігри
- Пекельна корова є іграбельним персонажем у відеогрі Lego Marvel Super Heroes 2 2017 року.[8]

### Серіали
- В епізоді «Курка у вовчому домі» другого сезону телесеріалу «Агенти Щ.И.Т.», що є частиною кіновсесвіту Marvel, Джемма Сіммонс працює під прикриттям на Гідру. Разом з Кеннетом Тордженом вони досліджували дивне молоко (з великим вмістом карміну), знайдене цією організацією. Кеннет каже, що корову звали Бессі.[9]

## Сприйняття
У серпні 2009 року Time включив Пекельну корову до переліку «10 найдивніших персонажів Marvel». Status Magazine також назвав Бессі одним з найдивніших героїв. Б'яркі Даґар з Filmophobia у своїй статті «Найкращі/Найгірші герої, що повинні/ніколи не повинні отримати фільми» описав її як «найгіршу ідею для персонажа, що я коли-небудь чув, або найвеличнішу річ, що коли-небудь існувала».